# Tiro na Universíada de Verão de 2007
O tiro desportivo na Universíada de Verão de 2007 foi disputada no Shooting Range e no Clay Target Range em Banguecoque, Tailândia entre 10 e 13 de agosto de 2007. Foi um dos cinco esportes opcionais desta edição indicados pela Federação de Esportes Universitários do País Anfitrião

## Medalhistas
Esses foram os medalhistas do tiro desportivo na Universíada de Verão de 2007:

### Individual masculino
| Evento                 | Ouro                        | Ouro         | Prata                    | Prata     | Bronze                      | Bronze    |
| ---------------------- | --------------------------- | ------------ | ------------------------ | --------- | --------------------------- | --------- |
| Alvo móvel 10m         | CHN Gan Lin                 | N/D          | POL Lukasz Czapla        | N/D       | UKR Vladyslav Pryanishnikov | N/D       |
| Alvo móvel misto 10m   | RUS Dmitry Romanov          | 386[U]       | POL Lukasz Czapla        | 385 (+19) | RUS Maxim Stepanov          | 385 (+18) |
| Carabina deitado 50m   | UKR Maksym Komirenko        | 696,1[U]     | POL Adam Gkadyszewski    | 695,1     | CHN Chen Qiu Long           | 692,5     |
| Carabina de ar 10m     | GER Tino Mohaupt            | 700,1[U]     | RUS Sergey Kruglov       | 699,1     | ITA Niccolo Campriani       | 695,0     |
| Carabina três posições | KAZ Yuriy Yurkov            | 1251,4[U]    | SRB Milenko Sebic        | 1251,1    | GER Damian Matthias Kontny  | 1250,8    |
| Fossa olímpica         | ITA Simone Lorenzo Prosperi | 138[U] (+10) | UKR Yuriy Nikandrov      | 138 (+9)  | SVK Jozef Hupka             | 137       |
| Fossa olímpica dublê   | RUS Alexander Furasyev      | 181[U]       | THA Athimeth Khamgasem   | 180       | RUS Mikhail Leybo           | 167 (+3)  |
| Pistola de ar 10m      | RUS Leonid Ekimov           | 686,5[U]     | KOR Ha Gil Yong          | 680,1     | KOR Lee Dae Myung           | 679,9     |
| Pistola livre 50m      | RUS Leonid Ekimov           | 664,3[U]     | UKR Ivan Rybovalov       | 654,6     | KOR Lee Dae Myung           | 647,8     |
| Pistola padrão 25m     | HUN Balazs Adrian Pal       | 572[U] (+46) | GER Marcel Goelden       | 572 (+43) | RUS Leonid Ekimov           | 571       |
| Skeet                  | CYP Andreas Chasikos        | 146[U]       | RUS Nikolay Pil'Shchikov | 145 (+2)  | GER Ralf Buchheim           | 145 (+1)  |
| Tiro rápido 25m        | GER Marcel Goelden          | 776,0[U]     | RUS Leonid Ekimov        | 775,5     | POL Piotr Daniluk           | 766,5     |

### Individual feminino
| Evento                 | Ouro                     | Ouro            | Prata                     | Prata       | Bronze                 | Bronze |
| ---------------------- | ------------------------ | --------------- | ------------------------- | ----------- | ---------------------- | ------ |
| Carabina deitado 50m   | UKR Nataliya Chepurna    | 588[U]          | AUT Regin Time            | 587         | CHN Wang Qin Qin       | 586    |
| Carabina três posições | CHN Wang Qin Qin         | 681,7[U]        | SVK Daniela Peskova       | 679,2       | POL Agnieszka Staron   | 673,7  |
| Carabina de ar 10m     | GER Manuela Felix        | 499,8[U] (10,3) | CHN Liao Sha              | 499,8 (9,9) | CHN Wang Qin Qin       | 499,5  |
| Pistola livre 25m      | CHN Wang Jie Yi          | 785,7[U]        | MGL Munkhzul Tsogbadrakh  | 784,1       | BLR Viktoria Chaika    | 782,4  |
| Pistola de ar 10m      | IND Sarao Harveen        | 486,1[U]        | UKR Olena Kostevych       | 483,5       | RUS Kira Mozgalova     | 481,8  |
| Fossa olímpica         | SVK Zuzana Stefecekova   | 95[U]           | FRA Marina Sauzet         | 90          | CHN Yang Weisa         | 89     |
| Fossa olímpica dublê   | THA Janejira Srisongkram | N/D             | GBR Rachel Parish         | N/D         | SVK Zuzana Stefecekova | N/D    |
| Skeet                  | CHN Chen Wei Wei         | 94[U]           | THA Sutiya Jiewchaloemmit | 93          | KOR Kim Ae Kyun        | 92     |

### Equipe masculina
| Evento                 | Ouro              | Ouro     | Prata             | Prata | Bronze            | Bronze |
| ---------------------- | ----------------- | -------- | ----------------- | ----- | ----------------- | ------ |
| Alvo móvel misto 10m   | RUS Rússia        | 1.142[U] | CHN China         | 1.135 | UKR Ucrânia       | 1.121  |
| Carabina deitado 50m   | GER Alemanha      | 1.761[U] | UKR Ucrânia       | 1.759 | CHN China         | 1.755  |
| Carabina de ar 10m     | RUS Rússia        | 1.777[U] | KOR Coreia do Sul | 1.771 | GER Alemanha      | 1.771  |
| Carabina três posições | CHN China         | 3.440[U] | KAZ Cazaquistão   | 3.431 | RUS Rússia        | 3.421  |
| Fossa olímpica dublê   | RUS Rússia        | N/D      | ITA Itália        | N/D   | TPE Taipé Chinês  | N/D    |
| Pistola de ar 10m      | KOR Coreia do Sul | 1.738[U] | RUS Rússia        | 1.724 | UKR Ucrânia       | 1.722  |
| Pistola livre 50m      | RUS Rússia        | 1.658[U] | UKR Ucrânia       | 1.637 | KOR Coreia do Sul | 1.627  |
| Pistola padrão 25m     | RUS Rússia        | 1.687[U] | KAZ Cazaquistão   | 1.661 | THA Tailândia     | 1.660  |
| Skeet                  | ITA Itália        | N/D      | CYP Chipre        | N/D   | CHN China         | N/D    |
| Tiro rápido 25m        | RUS Rússia        | 1.716[U] | KOR Coreia do Sul | 1.694 | KAZ Cazaquistão   | 1.674  |

### Equipe feminina
| Evento                 | Ouro          | Ouro     | Prata             | Prata | Bronze        | Bronze |
| ---------------------- | ------------- | -------- | ----------------- | ----- | ------------- | ------ |
| Carabina deitado 50m   | THA Tailândia | 1.743[U] | CHN China         | 1.742 | RUS Rússia    | 1.741  |
| Carabina três posições | CZE Chéquia   | 1.709[U] | GER Alemanha      | 1.702 | THA Tailândia | 1.697  |
| Carabina de ar 10m     | CHN China     | 1.188[U] | GER Alemanha      | 1.187 | RUS Rússia    | 1.180  |
| Pistola livre 25m      | CHN China     | 1.719[U] | RUS Rússia        | 1.712 | UKR Ucrânia   | 1.711  |
| Pistola de ar 10m      | UKR Ucrânia   | 1.153[U] | KOR Coreia do Sul | 1.151 | IND Índia     | 1.143  |
| Fossa olímpica         | CHN China     | 197[U]   | ITA Itália        | 190   | THA Tailândia | 183    |
| Skeet                  | CHN China     | 199[U]   | KOR Coreia do Sul | 199   | RUS Rússia    | 191    |

## Quadro de medalhas
| Ordem | País              | Medalha de ouro | Medalha de prata | Medalha de bronze |     |
| ----- | ----------------- | --------------- | ---------------- | ----------------- | --- |
| 1     | RUS Rússia        | 10              | 5                | 8                 | 23  |
| 2     | CHN China         | 9               | 3                | 6                 | 18  |
| 3     | GER Alemanha      | 4               | 3                | 3                 | 10  |
| 4     | UKR Ucrânia       | 3               | 5                | 4                 | 12  |
| 5     | THA Tailândia     | 2               | 2                | 3                 | 7   |
| 6     | ITA Itália        | 2               | 2                | 1                 | 5   |
| 7     | KOR Coreia do Sul | 1               | 5                | 4                 | 10  |
| 8     | KAZ Cazaquistão   | 1               | 2                | 1                 | 4   |
| 9     | SVK Eslováquia    | 1               | 1                | 2                 | 4   |
| 10    | CYP Chipre        | 1               | 1                |                   | 2   |
| 11    | IND Índia         | 1               |                  | 1                 | 2   |
| 12    | CZE Chéquia       | 1               |                  |                   | 1   |
| 12    | HUN Hungria       | 1               |                  |                   | 1   |
| 14    | POL Polônia       |                 | 3                | 2                 | 5   |
| 15    | AUT Áustria       |                 | 1                |                   | 1   |
| 15    | FRA França        |                 | 1                |                   | 1   |
| 15    | GBR Grã-Bretanha  |                 | 1                |                   | 1   |
| 15    | MGL Mongólia      |                 | 1                |                   | 1   |
| 15    | SRB Sérvia        |                 | 1                |                   | 1   |
| 20    | BLR Bielorrússia  |                 |                  | 1                 | 1   |
| 20    | TPE Taipé Chinês  |                 |                  | 1                 | 1   |
|       | Total             | 37              | 37               | 37                | 111 |

## Nota
- U.^ Recorde das Universíadas (UR). Observa-se que todos os resultados de medalha de ouro são recordes das Universíadas, pois não havia recordes para o tiro em Universíadas.